# استیپل، همپشر
استیپل (به انگلیسی: Steeple) یک روستا در بریتانیا است که در Steeple with Tyneham واقع شده‌است. استیپل ۶۰ نفر جمعیت دارد.